# Radionúclid cosmogènic
Els núclids cosmogènics (o isòtops cosmogènics) són isòtops rars creats quan raigs còsmics d'alta energia interaccionen amb els nuclis atòmics d'un àtom causant l'espalació de rajos còsmics (en anglès: cosmic ray spallation). Aquests isòtops es produeixen dins materials terrestres com les roques o el sòl en l'atmosfera terrestre i en els meteorits extraterrestres. Mesurant els isòtops cosmogènics els científics són capaços d'augmentar el seu coneixement de processos geològics i astronòmics. Aquests núclids són isòtops radioactius i isòtops estables. Alguns d'aquests radioisòtops són el triti, el carboni 14 i el fòsfor 32.

## Aplicacions en geologia
| element | massa | vida mitjana (anys) | aplicacions típiques                            |
| ------- | ----- | ------------------- | ----------------------------------------------- |
| alumini | 26    | 720.000             | datació de roques, sediment                     |
| clor    | 36    | 308.000             | datació de roques, traçador d'aigua subterrània |
| calci   | 41    | 103.000             | datació de roques carbonatades                  |
| iode    | 129   | 15,7 milions        | traçador d'aigua subterrània                    |